# Turnhouts Vennengebied

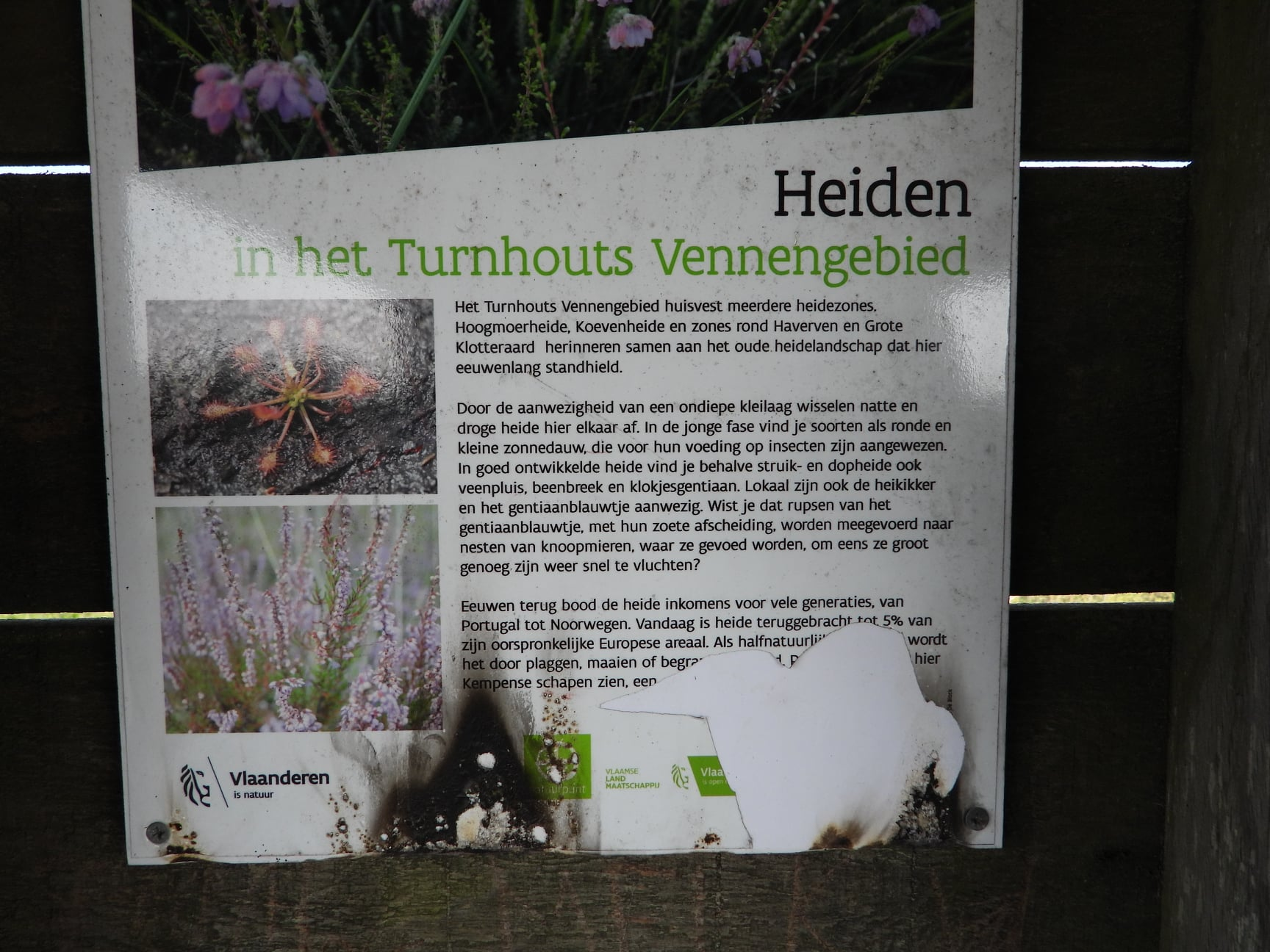

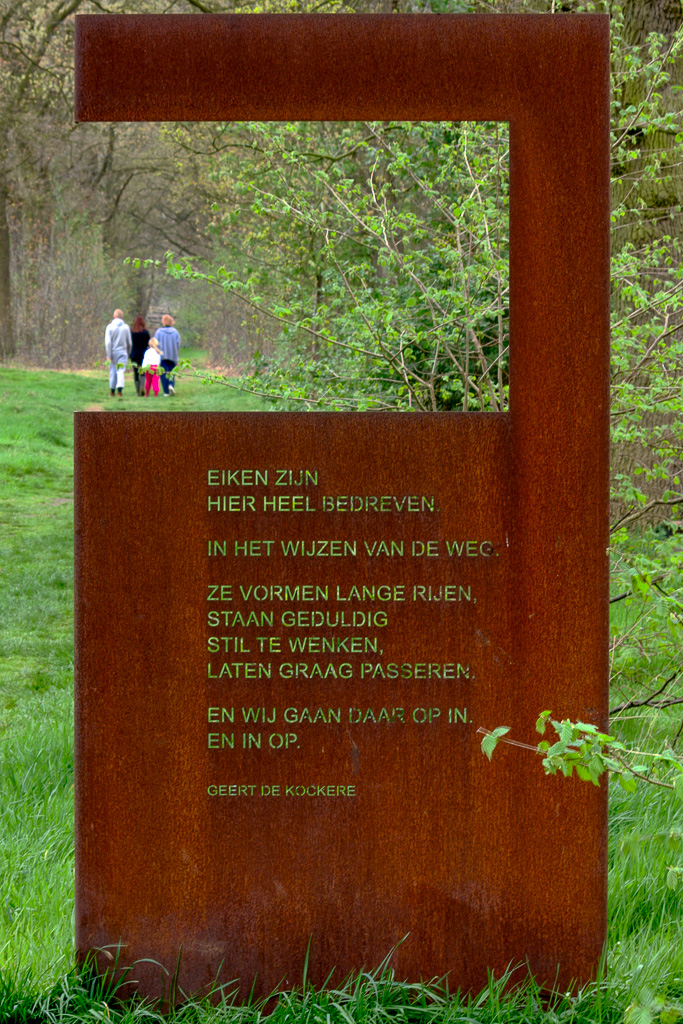
In het Turnhouts Vennengebied staan 10 platen van Cortenstaal met ‘Litenatuurtjes’ van Geert De Kockere

Het Turnhouts Vennengebied is een natuurgebied en natuurontwikkelingsgebied dat zich een vijftal kilometer ten noorden van het centrum van Turnhout bevindt en gelegen is in de gemeenten Turnhout en Merksplas.

## Gebied
Het gebied ligt op de waterscheiding tussen Maas en Schelde. De Mark ontspringt hier. Typerend voor het gebied is het ondiep voorkomen van Kempische klei onder de Pleistocene zanden, met lokaal lemige fracties.
Het gebied omvat een aantal vennen, zoals Grote Klotteraard, Kleine Klotteraard, Zwartwater, Haverven en Zandven. Deze zijn omringd door vochtige heide, schraalgrasland, moerasgebieden en naaldbos. In de nabijheid liggen ook een aantal percelen die door de landbouw in gebruik zijn. Het gebied wordt doorsneden door het Bels Lijntje, tegenwoordig een fietspad, en door de autoweg Breda-Turnhout. Het gebied is een van de belangrijkste heidegebieden van Vlaanderen en is op niveau van de vennen zelfs op West-Europees vlak van belang. Het is Europees beschermd als onderdeel van Natura 2000-gebied  (habitatrichtlijngebied 'Vennen, heiden en moerassen rond Turnhout (BE2100024) ' en vogelrichtlijngebied 'Arendonk, Merksplas, Oud-Turnhout, Ravels en Turnhout' (BE2101538)).

## Geschiedenis
In 1999 werd een natuurinrichtingsproject ingesteld dat 541 ha omvat en waarvan de werkzaamheden in 2003 begonnen. Van augustus 2006 tot oktober 2011 werden de krachten gebundeld met een door Europa gecofinancierd en via Natuurpunt vzw gecoördineerd Life-project, en werden de volgende deelfasen aangevat.
Algemene hoofddoelstelling van het natuurinrichtingsproject betreft het herstel van heiden, vennen en heischraal grasland, met aandacht voor de andere landgebruiksvormen, waaronder landbouw en een inpasbare zachte recreatie. Grondruil gebeurde in overleg met landbouwers, waarna de landbouwenclaves binnen de ecologisch meest gevoelige deelzones konden en kunnen worden heringericht. In 2009 werd aan het Bels Lijntje een uitkijktoren afgewerkt, vanwaar men een goed overzicht over het gebied en de natuurinrichtingswerken heeft, en vanwaar men ook water-, weide- en roofvogels kan waarnemen.
De herstelwerken leidden inmiddels tot het opnieuw verschijnen van langdurig afwezige populaties van onder meer de zeldzame en Europees beschermde waterlobelia.

## Fauna en Flora

### Flora
Men treft er onder meer waterlobelia, drijvende waterweegbree, moerassmele, oeverkruid, berk, sporkehout, zonnedauw, lijsterbes, klokjesgentiaan en moerashertshooi aan.

### Fauna
Vogels
wulp, regenwulp, grutto, scholekster, tureluur, kievit, kemphaan, wintertaling, slobeend, kokmeeuw zijn hier te vinden.
Ongewervelden
gentiaanblauwtje